# 10526 Ginkogino
10526 Ginkogino è un asteroide della fascia principale. Scoperto nel 1990, presenta un'orbita caratterizzata da un semiasse maggiore pari a 2,2545725 UA e da un'eccentricità di 0,1713582, inclinata di 4,23030° rispetto all'eclittica.